# 七つのマーブル
『７つのマーブル』（ななつのマーブル）は真野稔裕による日本の漫画作品。集英社の雑誌『ジャンプオリジナル(JUMP ORIGINAL)』にて1988年9月号から1991年4月号まで連載された。全11話、単行本全4巻。
７つの絶大な力を持つ秘石マーブルを求めて日向五郎と山吹綾乃が世界中を冒険する物語。冒険の途中には巨大宝石シンジケート「ミルメシア」が暗躍する。

## 主な登場人物
日向五郎
信州を旅していた眼鏡をかけた博多弁を喋る14歳の少年。そこでダムに埋もれていた秘石のある遺跡を探していた。普段はパッとしないが、女性の裸を見ると不死身になるという特殊能力がある。
山吹綾乃
同じく信州を旅していた宝石会社の令嬢で14歳。ここで五郎と出会い一緒に冒険をするようになる。高い感受能力があり、あらゆる生物と心を通じ合わせることが出来る。明るく活発な性格だが、徐々に自分の使命に目覚め、最後は当初に比べると見違えるように成長し、女神のように凛とした姿で勇敢な行動をとった。
春日松之進
綾乃のお付きの爺、綾乃の祖父の戦友であった。
金氏梅衛門
同じく綾乃の祖父の戦友であり綾乃のお付きの爺、広島訛りがある。
イライザ・ベルナ
ミルメシアの女性工作員。なぜか、五郎と綾乃を援護するような行動を取り続ける。
ミルメシア総帥。
巨大宝石シンジゲートミルメシアの総帥。その素顔は謎に包まれており終盤に正体が明かされる。五郎と綾乃の秘石集めは6個の宝石を獲得するまで邪魔しない方針であった。
ロン・ガルド
ミルメシアコレクション部門幹部。手段を選ばぬ商売をする。
フェルディナンド・マゼラン
実在の人物。水雷石を所持し航海王として名を馳せた。
サンジェルマン伯爵
不死の人物と言われる謎の男。
イオ、シンシア
サンジェルマン伯爵が飼っていた兄弟の猫。サンジェルマン伯爵に忠誠を誓ってはいたが、綾乃と心を通いあわせた。
モリス・シャルネイ
地雷石を所持していた。石油会社シャネイカンパニーを大企業まで育てあげたが行方不明となる。
マイク・シャルネイ
モリスの息子で幼少の頃より英才教育を施され経営のこと以外頭にない人物。地雷石捜索に大きな情熱を持つ。
イエル・カブラ
ライラ族の族長。国民思いで暖かい性格の持ち主。
ハッシュラ
サダム族の族長。乱暴な性格で目的のためには手段を選ばない。
マルコ・ロドリゲス
テロ組織、鮮血の救世主の実行部隊リーダー。
マーベリック・オルサンク
フランス革命後「理想郷を探す」と言って消えた人物。紅海の島の豪邸に何故か住んでいた。
タニア
オルサンクの島に住んでいた心優しき女性。
ロアール・アムンゼン
極地探検に功績を残した実在の人物。
大ばば
七百年前の秘石を護りし一族の長老。
山吹の尼
七百年前の秘石を護りし一族の祈り女。
日向
七百年前の秘石を護りし一族の若衆頭。
天狗丸
七百年前の秘石を護りし一族のもう一人の若衆頭。

## 作中用語

### 秘石（マーブル）
水雷石
全ての水を操ることが出来るという秘石。
命雷石
生命を自在に操ることが出来るという秘石。
地雷石
大地を支配する秘石。
炎雷石
火を支配する秘石。
美雷石
永遠の美を与える秘石。
天雷石
天運を与えるという秘石。
帝王石
全てを支配するという秘石。他の六つの秘石の力も少しずつ持っている。唯一「雷」の文字が付かない秘石である。

### その他の用語
聖なる石板
この石板に秘石を納めることにより秘石を封印できる。帝王石の周囲に他の六つの秘石が配置され帝王石の封じるような形状になっている。
覇王の石板
聖なる石板とは違い、帝王石の下にその他の六つの秘石がひれ伏すように配置される形状になっており、全ての秘石を嵌めて完成させれば、この石板を持つ者は無限の力を手に入れる事ができるという。
ミルメシア財団
世界の宝石採掘権の50パーセントを占める巨大宝石シンジゲート
タリム共和国
アラビア半島にある、数百の民族から構成される多民族国家。ゾロアスター教を国教とする国。不思議なことに共和国なのに王がいる。
ザクロスの剣
タリム共和国の象徴。この剣を手にしたものがタリム共和国の王として認められる。
雷の一族
「いかずちのいちぞく」と読む。古来から七つの秘石を守って奥深い山奥に隠れ里を作って生きてきた一族。